# Dendrodoa
Dendrodoa (Dendrodoa grossularia) – drobny gatunek żachwy. W wielu językach nosi nazwę "czerwonej jagody alg", którą zawdzięcza zbliżonemu do kulistego kształtowi, jaskrawoczerwonemu zabarwieniu (bywa też ono jednak brunatne lub brudnożółte), rozmiarom (0,5-1 cm) oraz występowaniu na dużych glonach morskich. Żyje w skupiskach, niejednokrotnie podobnych do kolonii, rzadziej pojedynczo. Wrażenie kolonijności zwiększają przypominające pączki osiedlające się czasem na okazach starszych osobniki młodociane. Zwierzę to przymocowuje się do podłoża szeroką płaszczyzną ciała. Syfony wpustowy i wyrzutowy krótkie i stożkowate, a ich otwory stosunkowo oddalone od siebie. 
Dendrodoa to jeden z 2 znanych – obok przejrzystki – gatunków żachw, występujących w Morzu Bałtyckim. Zamieszkuje niezbyt licznie dno głębszych rejonów południowego Bałtyku. Spotkać ją można przeważnie na kamieniach i muszlach omułków w basenach Arkońskim i Bornholmskim.